# Bylandtstraße 31 (Mönchengladbach)

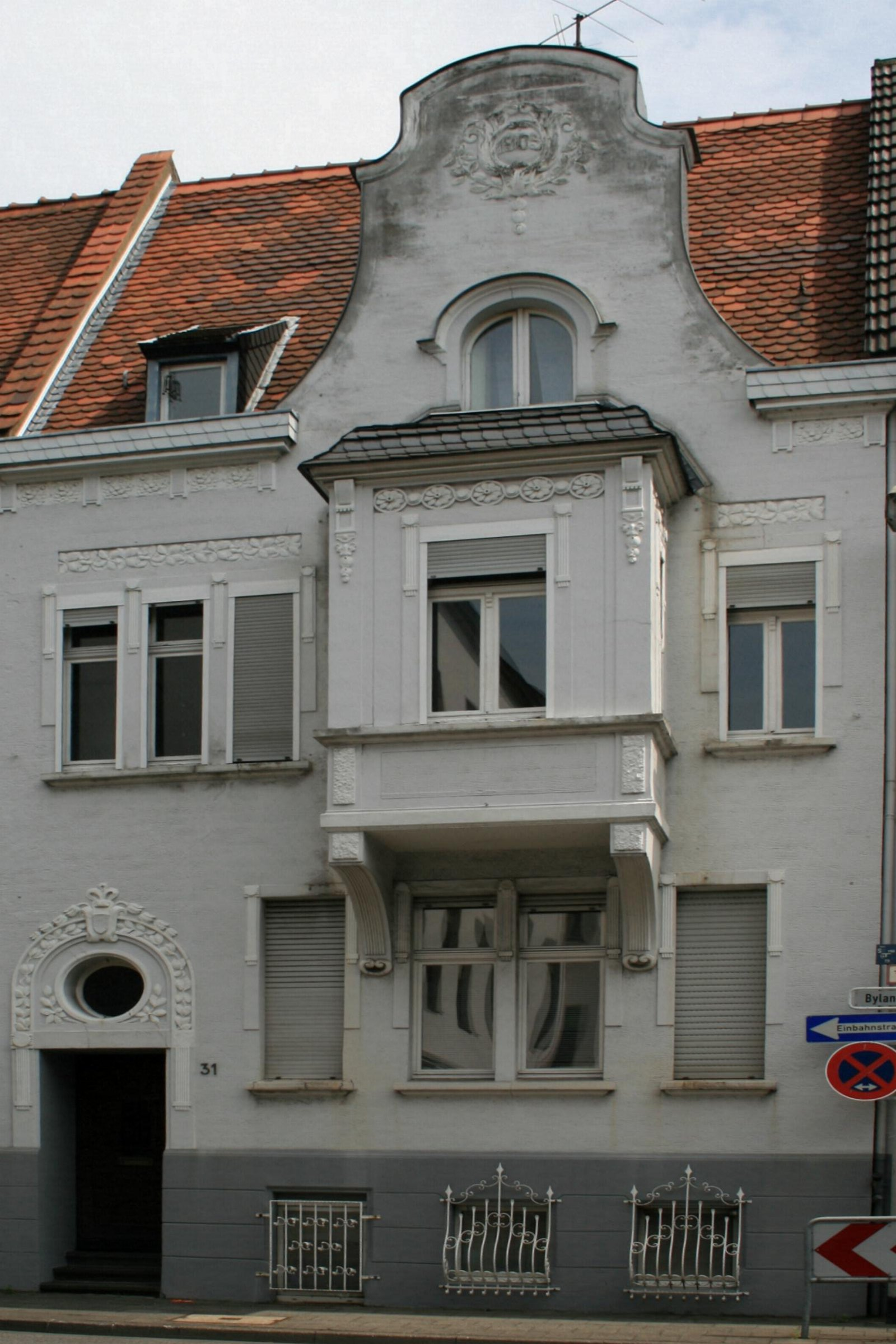
Wohnhaus (2010)

Das Wohnhaus Bylandtstraße 31 steht im Stadtteil Rheydt in Mönchengladbach (Nordrhein-Westfalen).
Das Haus wurde 1905 erbaut. Es ist unter Nr. B 162 am 10. September 1996 in die Denkmalliste der Stadt Mönchengladbach eingetragen worden.

## Lage
Die Bylandstraße, im östlichen Stadterweiterungsgebiet gelegen, verbindet die Hauptstraße mit der Bendhecker Straße.

## Architektur
Bei dem Wohnhaus Nr. 31 handelt es sich um ein typisches innerstädtisches Einfamilienreihenhaus, das in Form und Gestalt mit dem gleichzeitig errichteten Nachbargebäude Nr. 29 korrespondiert. Es ist errichtet als zweigeschossiger Putzbau in asymmetrischer Fassadengliederung. Akzentuierung des rechten Fassadenabschnittes mittels kastenförmigem, konsolgestütztem Erker und langgestrecktem Halsgiebel.
Erschließung des Hauses durch die links angeordnete, scheitrecht abschließende Eingangsnische mit überkrönendem Ochsenauge. Rechts flankierend drei vergitterte Kellerfenster, das linke größer und hochrechteckig formuliert. Die im Prinzip in beiden Geschossen gleichförmig als schmale Hochrechtecke ausgebildeten Fenster sind im Erdgeschoss zu einer Vierergruppe zusammengefasst, wobei die beiden mittleren durch eine gemeinsame Sohlbank verbunden sind. Die vier bzw. fünf Fenster des Obergeschosses sind in der linken Achse analog mittels gemeinsamer Sohlbank zu einem Dreierfenster gekuppelt; an den dreiseitig geöffneten Erker schließt rechts ein vereinzeltes Fenster an. Das Giebelfeld öffnet mittig ein kleineres Rundbogenfenster. Die Fläche des hohen, steil ausgebildeten Satteldaches durchbricht links in der Eingangsachse ein Rundbogenfenster. Die sparsam eingesetzte Stuckornamentik beschränkt sich auf fein modellierten Bekrönungsschmuck der Obergeschossfenster – einschließlich des Erkers- und der Eingangsnische in Formen des floralen Jugendstils. Das obere Giebelfeld ziert eine entsprechend stilisierte Kartusche.